# Condado de Victoria (Texas)
El condado de Victoria es uno de los 254 condados del estado estadounidense de Texas. La sede del condado es Victoria, al igual que su mayor ciudad. El condado tiene un área de 2302 km² (de los cuales 16 km² están cubiertos por agua) y una población de 84 088 habitantes, para una densidad de población de 37 hab/km² (según censo nacional de 2000). Este condado fue fundado en 1836.

## Demografía
Para el censo de 2000, había 84.088 personas, 30.071 cabezas de familia, y 22.192 familias residiendo en el condado. La densidad de población era de 95 habitantes por milla cuadrada.
La composición racial del condado era:
- 74,22 % blancos
- 6,30 % negros o afroamericanos
- 0,53 % nativos americanos
- 0,77 % asiáticos
- 0,04 % isleños del Pacífico
- 15,92 % otras razas
- 2,22 % de dos o más razas.

Había 30.071 cabezas de familia, de las cuales el 37,20 % tenían menores de 18 años viviendo con ellas, el 56,70 % eran parejas casadas viviendo juntas, el 12,70 % eran mujeres cabeza de familia monoparental (sin cónyuge), y 26,20 % no eran familias.
El tamaño promedio de una familia era de 3,23 miembros.
En el condado el 29,10 % de la población tenía menos de 18 años, el 9,20 % tenía de 18 a 24 años, el 28,10 % tenía de 25 a 44, el 21,50 % de 45 a 64, y el 12,00 % eran mayores de 65 años. La edad promedio era de 34 años. Por cada 100 mujeres había 94,90 hombres. Por cada 100 mujeres mayores de 18 años había 91,70 hombres.

## Economía
Los ingresos medios de una cabeza de familia del condado eran de USD38 732 y el ingreso medio familiar era de $44 443. Los hombres tenían unos ingresos medios de $35 484 frente a $21 231 de las mujeres. El ingreso per cápita del condado era de $18 379. El 10,50 % de las familias y el 12,90 % de la población estaban debajo de la línea de pobreza. Del total de gente en esta situación, 17,20 % tenían menos de 18 y el 11,70 % tenían 65 años o más.